# Iréne Theorin
Lena Iréne Sofia Theorin (født 18. juni 1963 i Södra Hestra, Gislaved Kommune, Småland) er en svensk operasanger (sopran). Hun studerede på konservatoriet og Opera School i København, en kortere periode også på Operaskolan i Göteborg. Hun var den eneste modtager af det danske 'Léonie Sonnings-stipendium' i 1998. Hendes professionelle debut fandt sted i København, hvor hun optrådte som Donna Anna i Mozarts Don Juan.
Iréne Theorins repertoire omfatter roller som Brynhild i Wagners Nibelungens Ring, Isolde i hans Tristan og Isolde, titelrollen i Puccinis Turandot, Elisabetta i Verdis Don Carlos og andre.
Hun optrådte på Det Kongelige Teater i København 2004, New National Theatre i Tokyo 2005, og (på turné med Staatstheater Nürnberg) i Beijing samme år. På festivalen i Bayreuth 2008 optrådte hun som Isolde og besøgte i 2009 Washington National Opera og Metropolitan Opera i New York. Den meget omfattende liste af hendes spillesteder indeholder blandt andet Deutsche Oper i Berlin, Opera Salzburg, The Royal Opera House i Londons Covent Garden og det svenske nationalteater Stockholmsoperan.

## Eksterne links
- Iréne Theorin på 'Det Kongelige Teater' i København (Webside ikke længere tilgængelig)
- Official Homepage
- Iréne Theorin sings Wagner Arkiveret 3. marts 2016 hos  Wayback Machine